# Bârlad

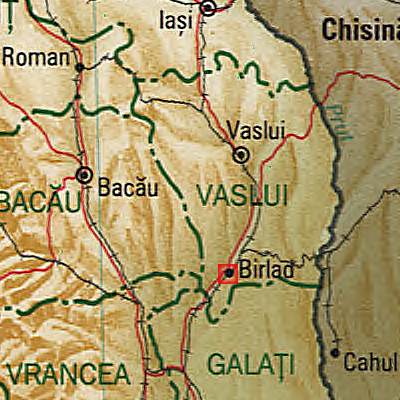
Bârlad (rotes Viereck) – Rumänien – Nachbarorte: Vaslui, Bacău, Roman, Iași

Bârlad, bis 1993 Bîrlad (Ausspracheⓘ), ist eine Stadt am gleichnamigen Fluss in Rumänien und liegt im Kreis Vaslui. Der Bârlad entwässert die Hochebene der östlichen Moldau.

## Beschreibung
Die Stadt hatte im Jahr 2007 ungefähr 70.000 Einwohner, im Jahr 1900 waren es 24.484 Einwohner, von denen ein Viertel Juden waren.
In Bârlad teilt sich die Eisenbahnlinie von Iași auf, die eine Strecke läuft am Fluss Siret, die andere am Fluss Pruth entlang, beide vereinigen sich wieder in der Stadt Galați.
Entlang von verwirrend engen und verwinkelten Straßen findet man in Bârlad auch einige moderne Gebäude, inklusive eines guten Krankenhauses, das von der St. Spiridion Foundation aus Iași verwaltet wird. In der Umgebung der Stadt finden sich auch einige Lager der Roma.

## Söhne und Töchter der Stadt
- Manolache Costache Epureanu (1820–1880), Politiker, Ministerpräsident der Fürstentumer Moldau, Walachei und Rumänien
- Elena Bibescu, geb. Elena Castache Epureanu, (1855–1902), rumänische Adlige, Pianistin
- Nicolae Cocea (1880–1949), Schriftsteller
- Ștefan Procopiu (1890–1972), Physiker
- Max Goldstein (1898–1924), Revolutionär
- Gheorghe Gheorghiu-Dej (1901–1965), Politiker
- Martin Bercovici (1902–1971), Elektroingenieur
- Barbu Zaharescu (1906–2000), Politiker und Diplomat
- Abraham Tal (* 1931), israelischer Philologe
- Florin-Teodor Tănăsescu (* 1932), Elektroingenieur, Erfinder, Forscher, Universitätsprofessor
- Ioan Vizitiu (* 1970), Ruderer
- David Deejay (* 1980), DJ und Musikproduzent
- Andreea Răducan (* 1983), Turnerin
- Andrei Murariu (* 1986), Schachgroßmeister
- Andrei Nechita (* 1988), Radrennfahrer
- Iuliana Buhuș (* 1995), Ruderin